# 降着円盤

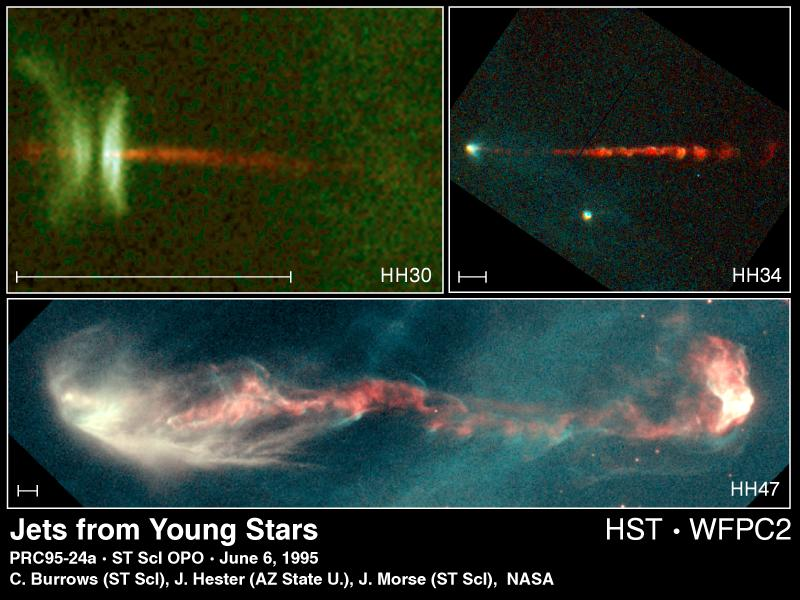
降着円盤と若い恒星からの宇宙ジェット：HH-30（上左）

降着円盤（こうちゃくえんばん、英: accretion disk）とは、中心にある重い天体の周囲を公転しながら落下する物質によって形成される円盤状の構造のことである。中心の天体は典型的には恒星であり、この場合は星周円盤とも呼ばれる。円盤の中を公転している物質は摩擦によって中心の天体に向かってらせん状に落下していく。重力と摩擦力によって物質は圧縮され温度が上昇し、円盤からの電磁放射が引き起こされる。この電磁放射の周波数の範囲は中心天体の質量に依存する。若い恒星や原始星まわりの降着円盤は赤外線を放射し、中性子星やブラックホールまわりの場合は電磁スペクトルのうちX線の放射を行う。降着円盤の振動モードの研究は、「円盤振動学」(英: diskoseismology) と呼ばれる。
2018年4月14日から15日にかけ、日本を含む16の国と地域、65の研究機関、100名を超える研究者による国際共同研究で、グローバルミリ波VLBI観測網 を用いてM87中心部の詳細な観測を行い、初めて超大質量ブラックホールの降着円盤の撮影に成功した。

## 概要
| 降着円盤ジェット：なぜある種の天体を取り囲んでいる円盤、例えば活動銀河核は、極軸に沿って宇宙ジェットを放出するのか？これらのジェットは形成中の恒星から角運動量を取り除いたり宇宙を再電離させたりする際に重要であると天文学者によって考えられているが、その起源はまだあまり理解されていない。 |

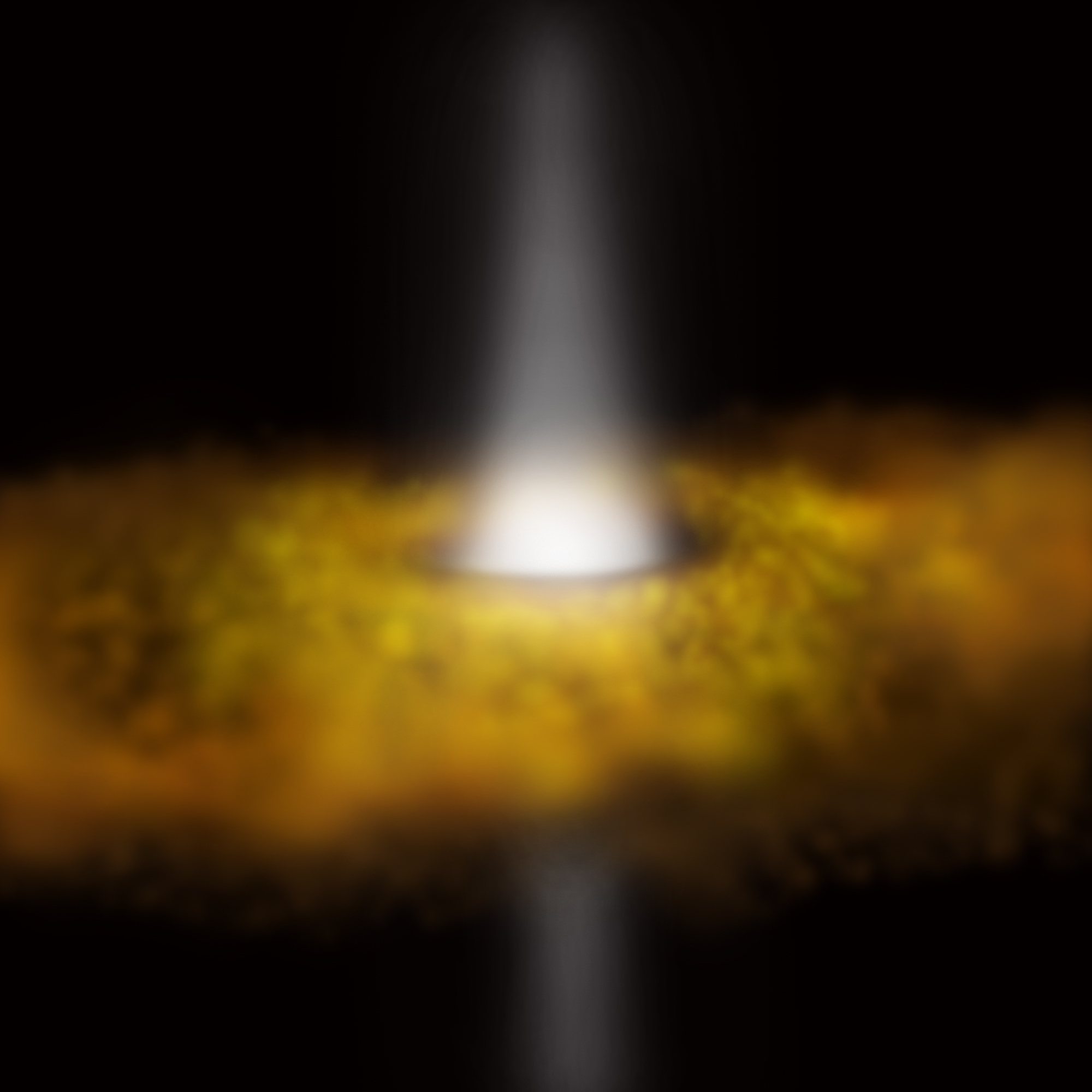
降着円盤を伴った恒星の想像図

降着円盤は天体物理学における普遍的な現象であり、活動銀河核、原始惑星系円盤，ガンマ線バーストは全て降着円盤と関連する現象である。これらの円盤は非常に多くの場合、その中心天体の近傍から宇宙ジェットの放出を引き起こす。ジェットは、あまり多くの質量を失うことなく角運動量を捨てるための、星と円盤からなる系にとっての効率的な手段である。
発見されている降着円盤の中で最も壮大であるものは、銀河の中心にある重いブラックホールであると考えられている、活動銀河核とクエーサーの周りの降着円盤である。物質が降着円盤の中に入ると、内向きのらせんを記述するテンデックス線と呼ばれる軌跡をたどって落下する。乱流の中の粒子が擦れたり跳ね返ったりすることにより、エネルギーを放射する摩擦加熱が引き起こされ、円盤内の粒子の角運動量が減少して内側へと落下し、内向きのらせん運動が駆動される。円盤を構成する粒子の角運動量が減少すると、それは速度の低下を引き起こす。速度が低下すると、粒子はより内側の軌道を取ろうとする。粒子が内側の軌道へ落下すると、その重力ポテンシャルエネルギーの一部が粒子の速度を加速するのに使われ、結果として内側の軌道へと落下した粒子の速度は上がる。したがって粒子は落下する前に比べて高い速度で運動するものの、エネルギーと角運動量は失っていることになる。粒子の軌道が内側へ移動するにつれその速度は上昇し、粒子の (ブラックホールなど中心天体に対する) 重力ポテンシャルエネルギーがより多く放射されるにつれて、摩擦による加熱が増加する。ブラックホール周りの降着円盤は、その事象の地平面のすぐ外側ではX線を放射できるほどの高温になっている。クエーサーの大きな光度は、超大質量ブラックホールに降着していくガスによるものであると考えられている。恒星の潮汐破壊によって形成される楕円形の降着円盤は、銀河核やクエーサーにおいて典型的に見られる。
核融合過程では天体の質量をエネルギーに変換する効率は 0.7 % であるのに対し、降着過程では変換効率はおよそ 10 - 40 % である。近接連星系では、軽い方の天体が巨星の状態へと進化して自身のロッシュ・ローブを超える段階で、重い方の天体は進化が早いため既に白色矮星か中性子星、ブラックホールへと進化している。その後伴星から主星へのガスの流れが発達する。角運動量保存のためガスは伴星から主星へとまっすぐに流れることはできず、降着円盤が形成される。
おうし座T型星やハービッグAe/Be型星を取り囲む降着円盤は惑星系の前駆体であると考えられ、原始惑星系円盤と呼ばれる。この場合の降着するガスは伴星からではなく、恒星を形成する元となった分子雲から来たものである。星の周りに存在する円盤は一般に星周円盤と呼ばれる。また惑星形成の段階で惑星の周囲に形成される降着円盤は周惑星円盤と呼ばれ、この中で大型の規則衛星が形成されると考えられている。

## 降着円盤の物理

近傍の恒星から物質を引き寄せて降着円盤を形成しているブラックホールの想像図。

降着円盤の理論モデルは、まず1940年代に基本的な物理原理から導出された。観測と一致させるためには、これらのモデルは角運動量の再分配を行うための未知のメカニズムの存在を必要とした。物質が内側へ落下するためには、重力エネルギーだけではなく角運動量も失う必要がある。円盤全体の角運動量は保存するため、中心に落下した質量が失った角運動量は、中心から遠ざかった質量が角運動量を得ることによって埋め合わせられなければならない。言い換えれば、物質が降着するためには角運動量は外側へ「輸送」されなければならない。レイリー条件によると、降着円盤が
{\displaystyle {\frac {\partial (R^{2}\Omega )}{\partial R}}>0}
の条件を満たす時は円盤は安定な層流状態となる。ここで {\displaystyle \Omega } は流体要素の角速度、{\displaystyle R} は回転の中心からの距離である。この状態では、角運動量輸送を起こすための流体力学的なメカニズムが存在しないことになる。
一方では、粘性応力によって最終的に物質は中心へと輸送され、温度が上昇して放射によって重力エネルギーの一部が失われることは明白である。その一方で、円盤の外側への角運動量の輸送を説明するためには、物質自身の粘性だけでは不十分である。このような角運動量の再分配のメカニズムを担っているのは乱流に増幅された粘性であると考えられていたが、その乱流自身の起源が何であるかはまだ理解が進んでいない。標準的な {\displaystyle \alpha } 粘性モデル (後述) では、円盤内の乱流渦による実効的な粘性の増加を記述する、調整可能なパラメータである {\displaystyle \alpha } が導入されている。1991年の S. A. Balbus と J. F. Hawley による磁気回転不安定性 (magnetorotational instability, MRI) の再発見に伴い、重いコンパクトな中心天体の周りにある弱く磁化した降着円盤は非常に不安定であり、これが角運動量の再分配を起こす直接的なメカニズムであることが提唱された。

### アルファ粘性モデル
ニコライ・シャクラとラシード・スニヤエフは1973年の論文において、ガス中の乱流が粘性を増加させる起源となることを提唱した。乱流が亜音速で渦の大きさの上限値が円盤の厚みであると仮定すると、円盤の粘性は {\displaystyle \nu =\alpha c_{\rm {s}}H} と推定される。ここで {\displaystyle c_{\rm {s}}} は音速、{\displaystyle H} は円盤のスケールハイト、{\displaystyle \alpha } はゼロ (降着なし) から 1 程度の値を取るパラメータである。乱流物質中では {\displaystyle \nu \approx v_{\rm {turb}}l_{\rm {turb}}} となり、{\displaystyle v_{\rm {turb}}} はガスの平均的な運動に対する乱流セルの速度、{\displaystyle l_{\rm {turb}}} は最大乱流セルのサイズであり、{\displaystyle l_{\rm {turb}}\approx H=c_{\rm {s}}/\Omega } および {\displaystyle v_{\rm {turb}}\approx c_{\rm {s}}} と推定される。なお {\displaystyle \Omega =(GM)^{1/2}r^{-3/2}} はケプラー運動の軌道角速度、{\displaystyle r} は質量が {\displaystyle M} である中心天体からの距離を表す。静水圧平衡の方程式を用い、角運動量の保存、および円盤の厚みが薄いことを仮定すると、円盤構造の方程式は {\displaystyle \alpha } パラメータについて解くことが可能となる。観測量の多くは {\displaystyle \alpha } に対して弱い依存性しか持たないため、自由パラメータを持つにもかかわらずこの理論は予測可能である。
不透明度に対してクラマースの不透明度を用いると、
{\displaystyle H=1.7\times 10^{8}\alpha ^{-1/10}{\dot {M}}_{16}^{3/20}m_{1}^{-3/8}R_{10}^{9/8}f^{3/5}{\rm {cm}}}
{\displaystyle T_{c}=1.4\times 10^{4}\alpha ^{-1/5}{\dot {M}}_{16}^{3/10}m_{1}^{1/4}R_{10}^{-3/4}f^{6/5}{\rm {K}}}
{\displaystyle \rho =3.1\times 10^{-8}\alpha ^{-7/10}{\dot {M}}_{16}^{11/20}m_{1}^{5/8}R_{10}^{-15/8}f^{11/5}{\rm {g\ cm}}^{-3}}
という式が得られる。ここで {\displaystyle T_{c}} と {\displaystyle \rho } は円盤の中央平面における温度と密度である。また {\displaystyle {\dot {M}}_{16}} は {\displaystyle 10^{16}{\rm {g\ s}}^{-1}} で規格化した降着率、{\displaystyle m_{1}} は太陽質量 {\displaystyle M_{\bigodot }} で規格化した中心の天体の質量、{\displaystyle R_{10}} は {\displaystyle 10^{10}{\rm {cm}}} で規格化した円盤内のある地点の半径である。また {\displaystyle f} は {\displaystyle f=\left[1-\left({\frac {R_{\star }}{R}}\right)^{1/2}\right]^{1/4}} であり、{\displaystyle R_{\star }} は角運動量が内側へ輸送されなくなる半径を意味する。
シャクラ・スニヤエフのα円盤モデルは、熱的にも粘性的にも不安定である。{\displaystyle \beta } 円盤として知られる代替モデルはどちらに対しても安定であり、粘性はガス圧に比例して {\displaystyle \nu \propto \alpha p_{\mathrm {gas} }} という形で表される。標準的なシャクラ・スニヤエフのモデルでは、{\displaystyle \nu =\alpha c_{\rm {s}}H=\alpha c_{s}^{2}/\Omega =\alpha p_{\mathrm {tot} }/(\rho \Omega )} となるため、粘性は全圧 {\displaystyle p_{\mathrm {tot} }=p_{\mathrm {rad} }+p_{\mathrm {gas} }=\rho c_{\rm {s}}^{2}} に比例すると仮定される。
シャクラ・スニヤエフのモデルは、円盤が局所熱平衡であることを仮定しており、円盤は熱を効率的に放射する。この場合、円盤は粘性加熱を放射して冷却し、幾何学的に薄い構造になる。しかしこの仮定は成り立たない場合がある。放射が非効率である場合、円盤はトーラス状に「膨らんだ」構造になったり、移流優勢流 (advection-dominated accretion flow, ADAF) のような3次元的な構造になったりする。ADAF 解は一般に、降着率がエディントン限界の数%よりも小さいことを要求する。別の極端な事例は土星の環であり、円盤のガスが非常に枯渇している場合は角運動量輸送は固体天体の衝突と円盤・衛星間の重力相互作用によって占められることになる。このモデルは重力レンズを用いた最近の天体物理学測定と一致する。

### 磁気回転不安定性

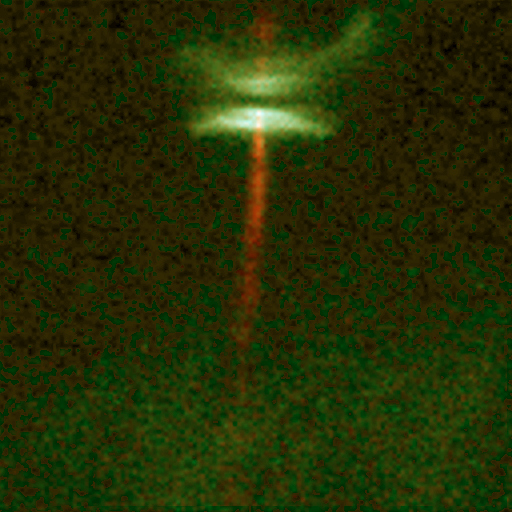
ハービッグ・ハロー天体 HH-30 を取り囲む降着円盤

Balbus と Hawley は1991年の論文で、磁場が角運動量輸送を引き起こすメカニズムを提唱した。このメカニズムを示すシンプルな系は、軸方向に弱い磁場を持ったガス円盤である。この状況では、動径方向に隣接する2つの流体素片は質量を持たないばねで繋がれた2つの質点として振る舞うと考える。ここでは磁力線がばねに相当し、磁気張力がばねの張力としての役割を果たす。ケプラー回転する円盤では内側の流体素片が外側よりも速く公転するため、ばねは引き伸ばされる。ばねの張力によって内側の流体素片は減速する方向に力を受けることとなり、角運動量が引き抜かれより内側の軌道へと移る。逆に外側の流体素片はばねの張力によって前方に引かれて加速し、角運動量を得て外側の軌道へと移る。2つの流体素片が離れるにつれてばねの張力は大きくなり、この過程は加速度的に進行する。
このようなばねのような張力が存在する場合、レイリーの安定条件は
{\displaystyle {\frac {d\Omega ^{2}}{d\ln R}}>0}
という形で置き換えられることが示される。大部分の天体物理学的な円盤はこの条件を満たさず、したがって円盤はこの磁気回転不安定性にさらされることになる。不安定性を発現させるために必要な天体に存在する磁場は、ダイナモ作用によって生成されると考えられている。

### 磁場とジェット
降着円盤は一般に星間物質中に存在する外部磁場に貫かれていると考えられている。これらの磁場は典型的には数マイクロガウスと弱いが、円盤内の物質の電気伝導率が高いため磁場は物質と結びついており、中心の恒星に向かって物質と共に内側へと運ばれる。この過程は円盤の中心付近に磁束を集中させ、非常に強い磁場を生み出す。降着円盤の回転軸に沿った強力な宇宙ジェットを形成するためには、円盤の内側領域における大きなスケールの軸方向の磁場 (ポロイダル磁場) が必要である。
このような磁場は、星間物質から内側へと移流してきたり、あるいは円盤内での磁場のダイナモ作用によって生成されたりすると考えられる。強力なジェットを放出するための磁気遠心力を生み出すためには、最低でも100ガウスのオーダーの磁場強度が必要である。しかし、円盤の中心の恒星へ向かって外部の磁場を輸送することには問題点がある。電気伝導度が高いということは、磁場はゆっくりとした速度で中心の天体に降着していく物質に凍結していることを意味する。しかし円盤内を降着していくプラズマは完全な電気伝導体ではないため、ある程度の磁場の散逸が発生する。そのため磁場は物質の降着によって内側へ運ばれてくる割合よりも速く散逸してしまう。これを回避するシンプルな解は、円盤内の磁気拡散率よりも粘性がずっと大きいと仮定することである。しかし数値シミュレーションと理論モデルでは、磁気回転不安定性により乱流状態となっている円盤内では、粘性と磁気拡散率はほぼ同じ桁の大きさであることが示されている。移流や拡散率にはその他の要素も影響を及ぼしうる。円盤の表面層での磁場の乱流拡散が減衰する、磁場によってシャクラ・スニヤエフ粘性が減少する、あるいは小さいスケールでの磁気流体力学乱流によって大きなスケールの磁場が生成される、大スケールダイナモなどが挙げられる。実際に、異なるメカニズムが組み合わさることによって、ジェットが放射されている円盤の中心領域まで外部の磁場が効率的に輸送されてくることが可能となる場合がある。磁気浮力、乱流による排出や乱流反磁性などの物理現象は、このような外部磁場の効率的な集中を説明する例であるとみなされている。

## 亜エディントン降着円盤の解析モデル
降着率がエディントン降着率より小さい亜エディントン降着で、円盤の不透明度が非常に高い場合、標準的な薄い円盤が形成される。この円盤は垂直方向に幾何学的に薄く、比較的冷たいガスからできており、放射圧は無視できる。ガスは非常に間隔の狭いらせんを描いて落下し、ほぼ円軌道に近く、ほぼ自由軌道 (ケプラー回転) で運動している。薄い円盤は比較的明るく、円盤は熱的な電磁スペクトルを持つ。すなわち、黒体からの放射の合計とは大きく異ならないスペクトルを示す。薄い円盤では輻射冷却は非常に効率的である。薄い降着円盤についてのシャクラとスニヤエフによる1973年の古典的な研究は、現在の天体物理学において最も頻繁に引用される論文の一つとなっている。薄い円盤はドナルド・リンデンベル、James E. Pringle、マーティン・リースによっても独立に研究された。Pringle は過去30年間の降着円盤理論の多くの主要な研究成果に寄与しており、彼が著した1981年の古典的なレビュー論文は何年にもわたって降着円盤に関する主要な情報源であり、今日でも有用なものである。

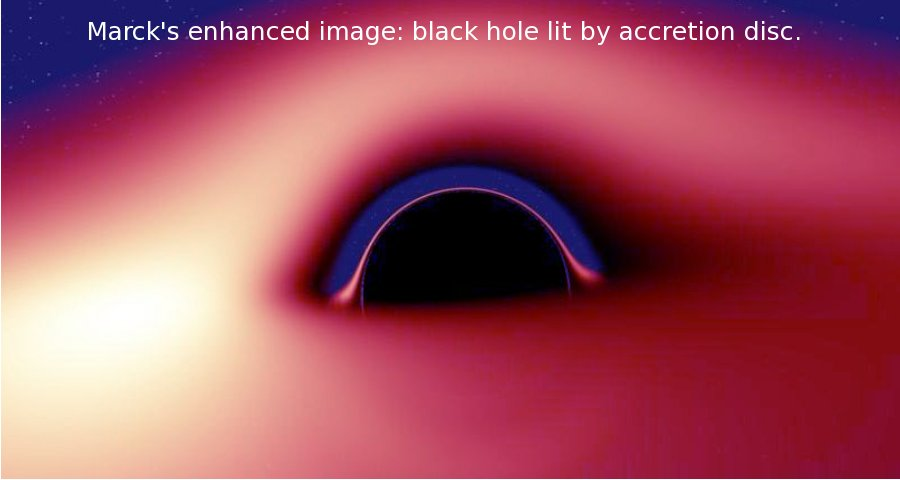
J.A. Marck による、ケプラー回転する円盤を持つシュワルツシルト・ブラックホールの可視光での見た目のシミュレーション画像。

円盤の中心にある天体がブラックホールである場合、円盤の内側領域を記述するためには完全な一般相対論的な取り扱いが必要である。これは Don Nelson Page とキップ・ソーンによって行われ、可視光での画像の再現シミュレーションは Jean-Pierre Luminet および J. A. Marck によって独立に行われた。このような系は本質的に対称な形状をしているが、その画像は対称な見た目をしていない。これはブラックホール近傍での非常に強い重力場に対して平衡となるための遠心力を得ることが出来るような相対論的なガスの運動速度では、円盤の観測者から遠ざかる側 (ここでは右側) からの放射は強い赤方偏移を示す一方、近づいてくる側では強い青方偏移を示すことが原因である。光が重力によって曲げられるため、円盤は変形して見えるが、ブラックホールによって隠される領域も存在しない。
降着率がエディントン降着率を下回り不透明度が非常に低い場合、移流優勢流が形成される。このタイプの降着円盤は1977年に一丸節夫によって予測されていた。一丸による論文はほとんど無視されたものの、この移流優勢流モデルのいくつかの要素は、リース、M. C. Begelman、R. D. Blandford、E. S. Phinney による1982年のイオントーラスに関する論文に存在している。
移流優勢流が多くの研究者によって集中的に研究され始めたのは、1990年代半ばに Ramesh Narayan と Insu Yi、および Marek Abramowicz、Xinming Chen、加藤正二、Jean-Pierre Lasota と Oded Regev によってこの現象が独立に再発見されてからであった。Narayan とその共同研究者らによって移流優勢流の天体物理学への重要な応用がなされた。移流優勢流は、放射よりも高温な物質が中心に移流することによって冷却する。これらは非常に放射が非効率で、幾何学的に広がった構造を持ち、円盤というよりは球やコロナに似た形状で、ビリアル温度に近い非常な高温になる。放射効率が低いため、移流優勢流を持つ円盤はシャクラ・スニヤエフの薄い円盤よりもずっと暗いものになる。移流優勢流はべき乗則に従う非熱的放射を示し、しばしば強いコンプトン成分を含む。
Credit: NASA/JPL-Caltech

## 超エディントン降着円盤の解析モデル
エディントン限界を超えた降着率を持つ超エディントン降着円盤の理論は、1980年代に M. A. Abramowicz やボフダン・パチンスキらによって構築された。この理論での円盤は "Polish doughnuts" (ポンチキ) と呼ばれるが、この命名を行ったのはマーティン・リースである。Polish doughnuts は粘性が低く、光学的に厚く、放射圧によって支えられている降着円盤であり、移流によって冷却されている。この円盤は放射効率が非常に悪い。Polish doughnuts は太いトーラス (あるいはドーナツ状) の形状をしており、回転軸に沿って2つの細い漏斗状の構造を持つ。この漏斗状構造は放射をビーム状に集約し、このビームはエディントン光度を大きく超える明るさとなっている。
スリム円盤はエディントン限界をやや超えた降着率のみを持つ円盤であり、いくぶんか円盤状の形状をしており、ほぼ熱スペクトルの放射を示す。スリム円盤 (slim disk) という名称は A.Kol akowska によって名付けられたものである。この円盤は移流によって冷却し、放射効率は低い。スリム円盤の理論モデルは、1988年に Abramowicz らによって構築された。

## 質量放出円盤
降着円盤とは逆の性質を持つ質量放出円盤 (英: excretion disk) と呼ばれるものがあり、円盤から中心の天体へと物質が降着するのではなく、中心から物質が円盤へと放出されている。質量放出円盤は恒星が合体した際に形成される。